# Fédération bolivienne de football
La Fédération bolivienne de football (Federación Boliviana de Fútbol (es) FBF) est une association regroupant les clubs de football de Bolivie et organisant les compétitions nationales et les matchs internationaux de la sélection de Bolivie.
La fédération nationale de Bolivie est fondée en 1925. Elle est affiliée à la FIFA depuis 1926 et est membre de la CONMEBOL depuis 1926.